# Polydora maculata
Polydora maculata är en ringmaskart som beskrevs av Francis Day 1963. Polydora maculata ingår i släktet Polydora och familjen Spionidae. Inga underarter finns listade i Catalogue of Life.